# 刘华才
拿督刘华才（马来语：Dominic Lau Hoe Chai；1967年9月18日 - ），马来西亚华裔政治人物，2018年11月起担任马来西亚民政运动主席。2021年11月，由马来西亚最高元首委任为马来西亚上议院议员。

## 早年生活
刘华才于1967年出生于马来西亚槟城丹绒武雅，小学就读于菩提华小，为恒毅华中校友。在从政以前，刘华才曾就读于美国坎贝尔大学，1991年毕业归国后，于1995年成立自己的品质管理顾问公司。同年，刘华才到马来西亚工艺大学继续升学，并分别于1998年及2002年取得工程商务管理硕士与博士文凭。刘华才也是2002年马来西亚十大杰出青年个人发展及成就奖的得主。
在刘华才的学术生涯里，他曾担任拉曼大学学院研究生学习与研究中心客座教授和行业专家顾问小组成员。此外，刘华才也曾任职于思特雅大学蓝海战略区域中心应用研究中心主任，以及于马来西亚工艺大学工程与先进技术学院担任教授一职。
刘华才是蓝海策略专家，他是马来西亚少数获得蓝海策略资格认证的学者之一，曾发行数本有关蓝海策略的书籍。其中，刘华才于2007年撰写的《蓝海策略：马来西亚15个创新蓝海成功案例》一书，是马来西亚第一本有关蓝海策略的书籍。

## 政治生涯
2005年，刘华才加入民政党。2008年，刘华才受委为民政党青年团总秘书。2013年，民政党中央领导层在马来西亚第十三届全国大选之后进行改选，刘华才中选为全国副主席。2018年，时任主席马袖强在马来西亚第十四届全国大选后卸任，刘华才从他手中接过领导的班子，担任民政党第六任全国主席。
2019年丹绒比艾补选，已经退出国阵的民政党以第三势力的口号竞选，民政党派遣副总秘书兼执业律师温蒂上阵，但败给马华公会的黄日昇。意识到第三势力在马来西亚政治体制下难以突围，民政党在刘华才的领导下，于2021年2月11日加入国民联盟，至此民政党成为国盟成员党之一。同年11月，刘华才受马来西亚最高元首委任，成为马来西亚上议院议员。
2024年7月14日，槟州伊斯兰党青年团在今日提呈替换更换国盟槟州主席的动议。
刘华才在从政后有定期撰写名为《华思才语》专栏的习惯，内容是探讨马来西亚的政经文教时事议题。随着网络的普及，刘华才把《华思才语》拍成一系列的时事评论影片，并上传到个人的社群媒体账号当中。2022年4月16日，刘华才将自己过去撰写的《华思才语》专栏收录并出版成书。
刘华才曾分别于2013年及2018年竞选峇都国会议席。

## 选举成绩
| 年份 | 选区             | 候选人 | 候选人           | 得票数 | 得票率 | 竞选对手                   | 竞选对手                 | 得票数 | 得票率 | 总票数 | 多数票 | 投票率 |
| ---- | ---------------- | ------ | ---------------- | ------ | ------ | -------------------------- | ------------------------ | ------ | ------ | ------ | ------ | ------ |
| 2013 | 吉隆坡 P115 峇都 |        | 刘华才（民政党） | 28,388 | 39.77% |                            | 蔡添强（人民公正党）     | 41,672 | 58.58% | 71,382 | 13,284 | 84.48% |
| 2013 | 吉隆坡 P115 峇都 |        | 刘华才（民政党） | 28,388 | 39.77% | 哈欣阿都卡林（伊斯兰阵线） | 949                      | 1.33%  |        | 71,382 | 13,284 | 84.48% |
| 2013 | 吉隆坡 P115 峇都 |        | 刘华才（民政党） | 28,388 | 39.77% | 娜查丽雅阿巴斯（独立人士） | 209                      | 0.29%  |        | 71,382 | 13,284 | 84.48% |
| 2013 | 吉隆坡 P115 峇都 |        | 刘华才（民政党） | 28,388 | 39.77% | 亚丹野新（独立人士）       | 164                      | 0.23%  |        | 71,382 | 13,284 | 84.48% |
| 2018 | 吉隆坡 P115 峇都 |        | 刘华才（民政党） | 13,687 | 21.79% |                            | 巴拉峇卡兰（人民公正党） | 38,125 | 60.70% | 62,805 | 24,438 | 83.32% |
| 2018 | 吉隆坡 P115 峇都 |        | 刘华才（民政党） | 13,687 | 21.79% | 阿兹哈雅也（伊斯兰党）     | 10,610                   | 16.89% |        | 62,805 | 24,438 | 83.32% |
| 2018 | 吉隆坡 P115 峇都 |        | 刘华才（民政党） | 13,687 | 21.79% | 班嘉莫迪（独立人士）       | 383                      | 0.61%  |        | 62,805 | 24,438 | 83.32% |

| 年份 | 选区       | 候选人 | 候选人           | 得票数 | 得票率 | 竞选对手 | 竞选对手                       | 得票数 | 得票率 | 总票数 | 多数票 | 投票率 |
| ---- | ---------- | ------ | ---------------- | ------ | ------ | -------- | ------------------------------ | ------ | ------ | ------ | ------ | ------ |
| 2023 | N38 峇六拜 |        | 刘华才（民政党） | 13,573 | 46.75% |          | 阿兹鲁马哈迪阿兹（国家诚信党） | 15,462 | 53.25% | 29,215 | 1,889  | 73.49% |

## 榮譽
- 聯邦直轄區 :
  -  联邦直辖区拿督勋章（PMW）—拿督（2015）[3]

## 轶事
刘华才在中学时期为一名游泳健将，曾于1982年至1987年代表马来西亚及槟城参加各种游泳赛事。

## 争议
2024年10月，槟城州政府因盛大接待两艘中国海军舰艇戚继光舰和井冈山舰停靠槟城瑞典咸码头及船员访问锺灵独立中学，引发社会强大的舆论争议和在野党国民联盟的评击。刘华才因出席中国海军的欢迎仪式，成为槟州政府及民主行动党为欢迎中国海军的辩护理由。
槟城州行政议员黄汉伟表示，民政党全国主席刘华才本人也出席了欢迎仪式，反对国盟议员针对中国海军船员的访问发表相互矛盾的言论。槟城青年信息主任莫哈末.阿布沙尔（Muhammad Abshar Nurasyraf）表示，由于国盟成员之一刘华才也出席了中国海军欢迎仪式，认为国盟领导人关于停泊在槟城港口的两艘中国训练船访问的声明是矛盾的。
民政党峇东埔区部主席兼民青团总秘书陈奂维指责黄汉伟试图混淆视听，指刘华才是应邀出席中国海军训练舰的欢迎仪式，并没有参与海军学生访问学校，批评后者意图乱套罪名来达至政治抹黑。

## 著作
- 《ISO 9000 品管记》
- 《华团品管文件指南》
- 《品管记II：品管世纪》
- 《蓝海策略：马来西亚15个创新蓝海成功案例》
- 《企管记》
- 《政经蓝海》
- 《蓝海战略 2：畅游蓝海》
- 《华思才语》